# Мадениет (Тайыншинский район)
Мадениет (каз. Мәдениет) — село в Тайыншинском районе Северо-Казахстанской области Казахстана. Входит в состав Летовочного сельского округа. Код КАТО — 596061600.

## История
Основано в 1929 году во время коллективизации сельского хозяйства. В 1939 году в село были переселены поляки, депортированные с Украинской ССР, в 1940 году — немцы с Поволжья.
До 2013 года село входило в состав упразднённого Краснокаменского сельского округа.

## Население
В 1999 году население села составляло 338 человек (166 мужчин и 172 женщины). По данным переписи 2009 года в селе проживало 218 человек (110 мужчин и 108 женщин).